# Bend Me, Shape Me
Bend Me, Shape Me är en poplåt komponerad av Scott English och Larry Weiss. Låten spelades först in av den amerikanska popgruppen The Outsiders på albumet The Outsiders In 1967. Sent samma år utgavs den som singel av popgruppen The American Breed som fick en internationell hit med den. Låten blev också deras enda riktigt stora hit. Den brittiska gruppen Amen Corner fick 1968 en hit i hemlandet med sin version av låten.

## Listplaceringar
| Lista (1967-1968) | Position              |
| ----------------- | --------------------- |
| Australien        | 33 (Go Set)           |
| Danmark           | 14 (DR "Top 20")      |
| Kanada            | 7 (RPM)               |
| Nederländerna     | 8                     |
| Nya Zeeland       | 1 (NZ Listner)        |
| Storbritannien    | 24 (UK Singles Chart) |
| Sverige           | 11 (Kvällstoppen)     |
| Sverige           | 6 (Tio i topp)        |
| Sydafrika         | 3 (Springbook Radio)  |
| USA               | 5 (Billboard Hot 100) |
| Västtyskland      | 9                     |
| Österrike         | 11                    |